# Saül
Saül è un comune francese situato nella Guyana francese.